# 克里斯托费尔符号
克氏符号，全称克里斯托费尔符号（Christoffel  symbols），在数学和物理中，是从度量张量导出的列维-奇维塔联络（Levi-Civita connection）的坐标表达式。因埃爾溫·布魯諾·克里斯托費爾（1829年-1900年）命名。克氏符号在每当进行涉及到几何的实用演算时都会被用到，因为他们使得非常复杂的演算不被搞混。不幸的是，它们写起来较繁琐，并要求对细节的仔细关注。相反，无下标的形式化的列维-奇维塔联络的概念是相当漂亮，并允许定理用典雅的方式表达，但是在实用演算中没有什么用处。

## 预备
下面的定义对于黎曼流形和广义相对论用到的伪黎曼流形都是适用的，逆變導數（contravariant，用上标表示）和協變導數（covariant，用下标表示）的指标作了严格的区分。公式对两种符号常规都成立，除特别指出的外。

## 定义
克氏符号可以从度量张量{\displaystyle g_{ik}}的共变导数为0这一事实来导出：
{\displaystyle D_{l}g_{ik}={\frac {\partial g_{ik}}{\partial x^{l}}}-g_{mk}\Gamma _{il}^{m}-g_{im}\Gamma _{kl}^{m}=0}。
通过交换指标（index），和求和，可以解出联络：
{\displaystyle \Gamma _{kl}^{i}={\frac {1}{2}}g^{im}\left({\frac {\partial g_{mk}}{\partial x^{l}}}+{\frac {\partial g_{ml}}{\partial x^{k}}}-{\frac {\partial g_{kl}}{\partial x^{m}}}\right)}，
注意虽然记号有三个指标，他们不是张量。它们不像张量那样变换。它们是二阶切丛上的物体的分量，是一个喷射，参看jet丛。克氏符号在坐标变换下的变换性质见下面。
注意，多数作者用和樂（或称完全，holonomic）的坐标系，我们也用这样的常规做法。在非和乐的坐标中，克氏符号有更复杂的形式
{\displaystyle \Gamma _{kl}^{i}={\frac {1}{2}}g^{im}\left({\frac {\partial g_{mk}}{\partial x^{l}}}+{\frac {\partial g_{ml}}{\partial x^{k}}}-{\frac {\partial g_{kl}}{\partial x^{m}}}+c_{mkl}+c_{mlk}-c_{klm}\right)}
其中{\displaystyle c_{klm}=g_{mp}{c_{kl}}^{p}}是该基的交换系数；也就是
{\displaystyle [e_{k},e_{l}]={c_{kl}}^{m}e_{m}}
其中ek是向量的基而{\displaystyle [,]}是李括号。

以下的表达式除作特殊说明外都是在和乐坐标基中。

## 和无指标符号的关系
令X和Y为向量场，其分量为{\displaystyle X^{i}}和{\displaystyle Y^{k}}。则Y相对于X的共变导数的第k个分量为
{\displaystyle \left(\nabla _{X}Y\right)^{k}=X^{i}D_{i}Y^{k}=X^{i}\left({\frac {\partial Y^{k}}{\partial x^{i}}}+\Gamma _{im}^{k}Y^{m}\right)}.
有些老的物理书有时把X写成dx,并把它放在方程的后面而不是前面。这里，采用了爱因斯坦记号，所以重复出现的指标表示求和，和度量张量的缩并（contraction）用来升降指标：
{\displaystyle \langle X,Y\rangle =g(X,Y)=X^{i}Y_{i}=g_{ik}X^{i}Y^{k}}.
注意{\displaystyle g_{ik}\neq g^{ik}}和克罗内克记号（Kronecker delta）{\displaystyle g_{k}^{i}=\delta _{k}^{i}}。常规上，度量张量是有下标的那个；这确的从{\displaystyle g_{ik}}得到{\displaystyle g^{ik}}的办法是解线性方程组{\displaystyle g^{ij}g_{jk}=\delta _{k}^{i}}。也即，gik是gik的逆。
联络是无挠率的表达式是
{\displaystyle \nabla _{X}Y-\nabla _{Y}X=[X,Y]}
这和克里斯托夫记号对两个下标对称是等价的：
{\displaystyle \Gamma _{jk}^{i}=\Gamma _{kj}^{i}}.
无指标的张量变换性质是由共变指标的拉回和反变指标的前推来给出的。共变导数条目有关于无指标和有指标表示法的关系的更多讨论。

## 关系
把指标缩并起来，就得到
{\displaystyle \Gamma _{ki}^{i}={\frac {1}{2}}g^{im}{\frac {\partial g_{im}}{\partial x_{k}}}={\frac {1}{2g}}{\frac {\partial g}{\partial x_{k}}}={\frac {\partial \ln {\sqrt {|g|}}}{\partial x_{k}}}}
其中|g|是度量张量{\displaystyle g_{ik}}的行列式的绝对值。
类似的,
{\displaystyle g^{kl}\Gamma _{kl}^{i}={\frac {-1}{\sqrt {|g|}}}\;{\frac {\partial {\sqrt {|g|}}\,g^{ik}}{\partial x^{k}}}.}
向量场{\displaystyle V^{m}}的共变导数（covariant derivative）是
{\displaystyle D_{l}V^{m}={\frac {\partial V^{m}}{\partial x^{l}}}+\Gamma _{kl}^{m}V^{k}.}
共变散度（covariant divergence）是
{\displaystyle D_{m}V^{m}={\frac {\partial V^{m}}{\partial x^{m}}}+V^{k}{\frac {\partial \log {\sqrt {|g|}}}{\partial x^{k}}}={\frac {1}{\sqrt {|g|}}}{\frac {\partial (V^{m}{\sqrt {|g|}})}{\partial x^{m}}}}.
张量{\displaystyle A^{ik}}的共变导数是
{\displaystyle D_{l}A^{ik}={\frac {\partial A^{ik}}{\partial x^{l}}}+\Gamma _{ml}^{i}A^{mk}+\Gamma _{ml}^{k}A^{im}}.
若张量是反对称的，则其散度简化为
{\displaystyle D_{k}A^{ik}={\frac {1}{\sqrt {|g|}}}{\frac {\partial (A^{ik}{\sqrt {|g|}})}{\partial x^{k}}}}.
标量场{\displaystyle \phi }的反变导数称为{\displaystyle \phi }的梯度。也就是说，梯度就是把微分的指标升到上面：
{\displaystyle D^{i}\phi =g^{ik}{\frac {\partial \phi }{\partial x^{k}}}.}
标量势的拉普拉斯算子Laplacian是
{\displaystyle \Delta \phi ={\frac {1}{\sqrt {|g|}}}{\frac {\partial }{\partial x^{i}}}\left(g^{ik}{\sqrt {|g|}}{\frac {\partial \phi }{\partial x^{k}}}\right)}.
拉普拉斯也就是梯度的共变散度（对于标量场来讲）
{\displaystyle \Delta \phi =D_{i}D^{i}\phi }.

## 黎曼曲率
黎曼曲率张量是
{\displaystyle R_{iklm}={\frac {1}{2}}\left({\frac {\partial ^{2}g_{im}}{\partial x^{k}\partial x^{l}}}+{\frac {\partial ^{2}g_{kl}}{\partial x^{i}\partial x^{m}}}-{\frac {\partial ^{2}g_{il}}{\partial x^{k}\partial x^{m}}}-{\frac {\partial ^{2}g_{km}}{\partial x^{i}\partial x^{l}}}\right)+g_{np}\left(\Gamma _{kl}^{n}\Gamma _{im}^{p}-\Gamma _{km}^{n}\Gamma _{il}^{p}\right)}.
该张量的对称性有
{\displaystyle R_{iklm}=R_{lmik}}和{\displaystyle R_{iklm}=-R_{kilm}=-R_{ikml}}.
也就是交换前后两对指标是对称的，交换其中一对是反对称的。
循环替换的和是
{\displaystyle R_{iklm}+R_{imkl}+R_{ilmk}=0.}
比安基恒等式是
{\displaystyle D_{m}R_{ikl}^{n}+D_{l}R_{imk}^{n}+D_{k}R_{ilm}^{n}=0.}

## Ricci曲率
Ricci张量由下式给出
{\displaystyle R_{ik}={\frac {\partial \Gamma _{ik}^{l}}{\partial x^{l}}}-{\frac {\partial \Gamma _{il}^{l}}{\partial x^{k}}}+\Gamma _{ik}^{l}\Gamma _{lm}^{m}-\Gamma _{il}^{m}\Gamma _{km}^{l}.}
该张量是对称的：{\displaystyle R_{ik}=R_{ki}}.它可以通过收缩黎曼张量的指标得到：
{\displaystyle R_{ik}=g^{lm}R_{limk}.}
标量曲率由下式给出
{\displaystyle R=g^{ik}R_{ik}}.
标量的共变导数可以从Bianchi等式推出：
{\displaystyle D_{l}R_{m}^{l}={\frac {1}{2}}{\frac {\partial R}{\partial x^{m}}}}.

## 外尔张量
外尔张量（Weyl tensor）是
{\displaystyle C_{iklm}=R_{iklm}+{\frac {1}{2}}\left(-R_{il}g_{km}+R_{im}g_{kl}+R_{kl}g_{im}-R_{km}g_{il}\right)+{\frac {1}{6}}R\left(g_{il}g_{km}-g_{im}g_{kl}\right)}.

## 坐标变换
在从{\displaystyle (x^{1},...,x^{n})}到{\displaystyle (y^{1},...,y^{n})}的坐标变换下，向量的变换为
{\displaystyle {\frac {\partial }{\partial y^{i}}}={\frac {\partial x^{k}}{\partial y^{i}}}{\frac {\partial }{\partial x^{k}}}}
所以
{\displaystyle {\overline {\Gamma _{ij}^{k}}}={\frac {\partial x^{p}}{\partial y^{i}}}\,{\frac {\partial x^{q}}{\partial y^{j}}}\,\Gamma _{pq}^{r}\,{\frac {\partial y^{k}}{\partial x^{r}}}+{\frac {\partial y^{k}}{\partial x^{m}}}\,{\frac {\partial ^{2}x^{m}}{\partial y^{i}\partial y^{j}}}}
其中上划线表示y坐标系中的克氏符号。注意克氏符号不像张量那样变换，而是像jet丛中的对象那样。